# Club Deportivo Balonmano San Antonio
El San Antonio Balonmano Club Deportivo es un equipo español de balonmano de Pamplona (Navarra). Fue fundado en 2017, heredando el nombre, el escudo y los colores de la Sociedad Deportiva Cultural San Antonio, desaparecida en 2013. Actualmente milita en la Primera División Nacional.